# Jozef Kabaň
Jozef Kabaň (Vavrečka, 4 de janeiro de 1973) é um projetista de automóveis eslovaco.
Iniciou sua carreira como projetista na Volkswagen. Em 2003 foi trabalhar na Audi como assistente de projeto exterior. Em 2007 tornou-se chefe de projeto exterior da Audi. Foi projetista-chefe dos modelos Volkswagen Lupo, SEAT Arosa e Bugatti Veyron. Atualmente é chefe de projeto exterior da Škoda.